# مارثي ريتشارد
مارثي ريتشارد (15 أغسطس 1889 - 9 فبراير 1982)، عاهرة وجاسوسة فرنسية. أصبحت فيما بعد سياسية، وعملت على إغلاق بيوت الدعارة في فرنسا عام 1946.